# Gliese 710
Gliese 710 is een hoofdreeksster van het type K7, gelegen in het sterrenbeeld Serpentis op 62,25 lichtjaar van de Zon. De ster heeft een radiële snelheid (de snelheidscomponent in de richting van de zon) van 13,8 km/s.

## Passage van de zon
Eind jaren negentig werd berekend dat de ster op koers richting de Zon ligt. Over 1.360.000 jaar zal de ster op een afstand van 1,09917 lichtjaar met een magnitude van -0,8 een van de helderste aan de hemel zijn. Op deze afstand zullen de Zon en Gliese 710 elkaar bestoken met kometen uit de Oortwolk. Nieuwere data van Gaia uit 2022 suggereren dat de ster aanzienlijk dichter bij de Zon zal komen: 0,1696 ± 0,0065 lichtjaar over	1,29 ± 0,02 miljoen jaar.